# Sheldon Brown

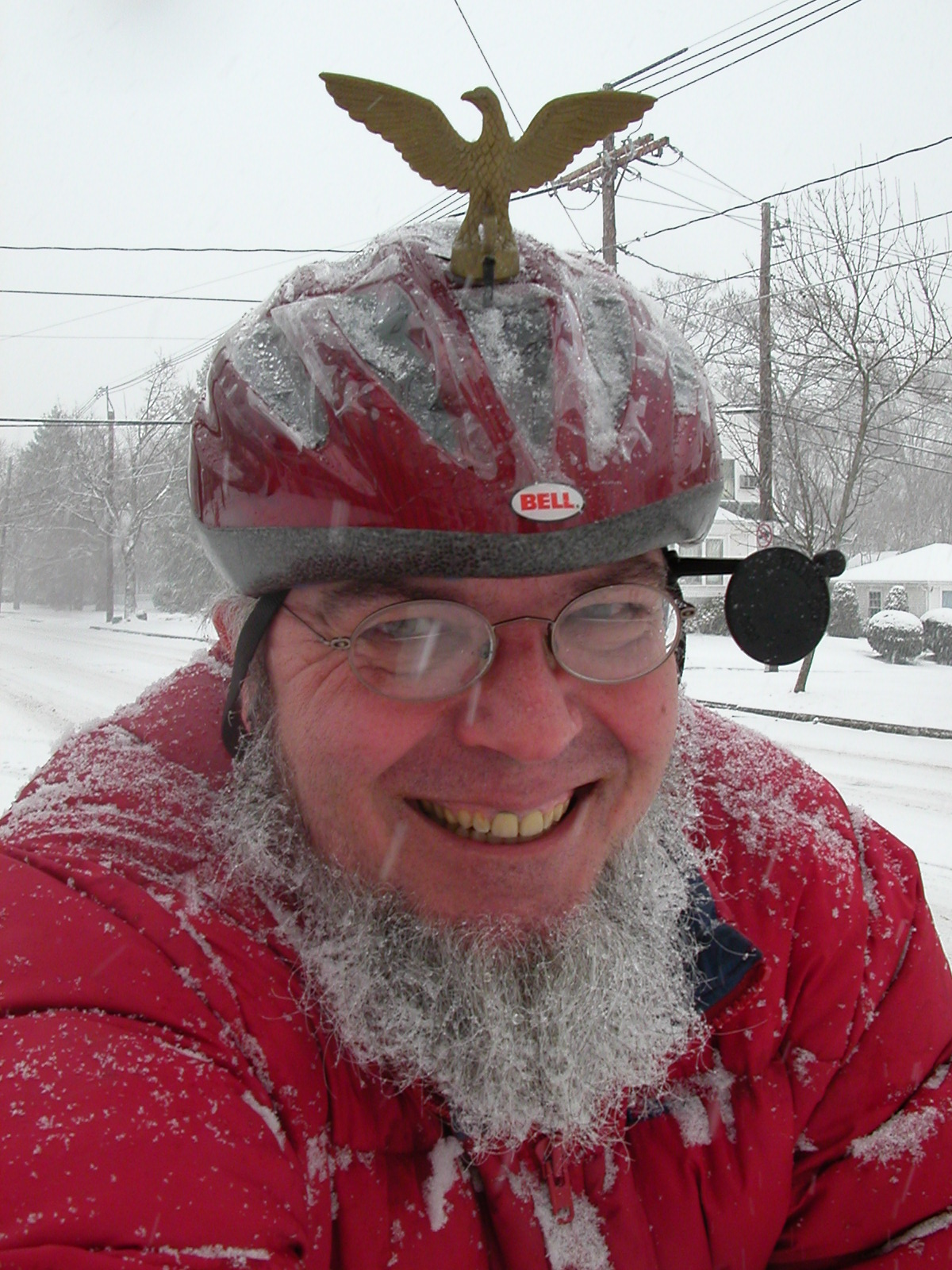
Sheldon Brown 2007

Sheldon Brown (* 14. Juli 1944 in Boston, Massachusetts; † 4. Februar 2008 in Newton, Massachusetts) war ein US-amerikanischer Fahrradmechaniker, der aufgrund seiner vielfältigen Veröffentlichungen, vornehmlich im World Wide Web, weltweit bekannt wurde.
Brown gilt als Pionier des Publizierens im Internet, da der früh dieses Medium nutzte, um sein tiefgreifendes Wissen der Fahrradtechnik auf humorvolle Weise öffentlich verfügbar zu machen. Dabei verfolgte er das Open-Source-Prinzip: Er stellte sein Wissen kostenlos zur Verfügung und erweiterte die umfangreiche technische Sammlung durch einen regen internationalen Austausch mit anderen Fahrrad-Spezialisten und Liebhabern, unter anderem Jobst Brandt und John Allen.
Die Seite enthält unter anderem Seiten zu
- Fahrräder mit starrem Gang (fixed gear, „Fixies“)[3], Tandems[4] und historische Fahrräder[5]
- das Fahrrad im täglichen Einsatz (bicycle commuting)[6] und Radfahren als Familie[7]
- Fahrradreparaturen[8] und -basteleien[9], z. B. zu Schaltungen[10], Bremsen[11] und Laufrädern[12]
- Radtouren und Tourenräder.[13]

Viele der heute verfügbaren Ressourcen im Bereich der Fahrradtechnik wurden von Brown zusammengetragen und erstmals veröffentlicht. Er erarbeitete die erste erschöpfende Vergleichstabelle der unterschiedlichen Maß- und Kennzeichnungssysteme für Reifengrößen, indem er die erforderlichen Messungen selbst vornahm.
Zusammen mit Galen Evans und Osman Isvan entwickelte er ein System zum Bestimmen und Vergleichen von Übersetzungen. Die Übersichten und Vergleiche für Schaltungen, deren Übersetzungen und Entfaltungen erstellte er ebenfalls anhand eigener Messungen. Viele seiner Arbeiten gelten bis heute als Referenz.
Da seine Veröffentlichungen großen Einfluss auf die Radfahrerszene hatten, wurde er von vielen Hobby- und Profimechanikern als Guru verehrt. Neben dem Boston Globe widmete ihm auch die britische Zeitung The Guardian einen ausführlichen Nachruf.
Sein Tod durch Herzinfarkt wurde in zahlreichen Publikationen, die sich mit dem Radfahren beschäftigen, und vor allem in der Blogosphäre thematisiert.
Nach dem Bekanntwerden seines Todes wurden weltweit „Memorial Ride“ Gedenkveranstaltungen organisiert. Die Erlöse kamen oft wohltätigen Organisationen zugute, die sich der Bekämpfung der multiplen Sklerose widmen, an der auch Brown litt.
Sheldon Browns einzigartige Internetseite wird von seiner Witwe, der Wissenschaftlerin Harriett Fell, und seinem Freund John Allen weiter betrieben, technisch aktualisiert und ausgebaut und um satirische Artikel erweitert. Bis 2021 wurde die Seite auch durch Sheldons ehemaligen Arbeitgeber, die Harris Cyclery betreut.